# 포스 터치

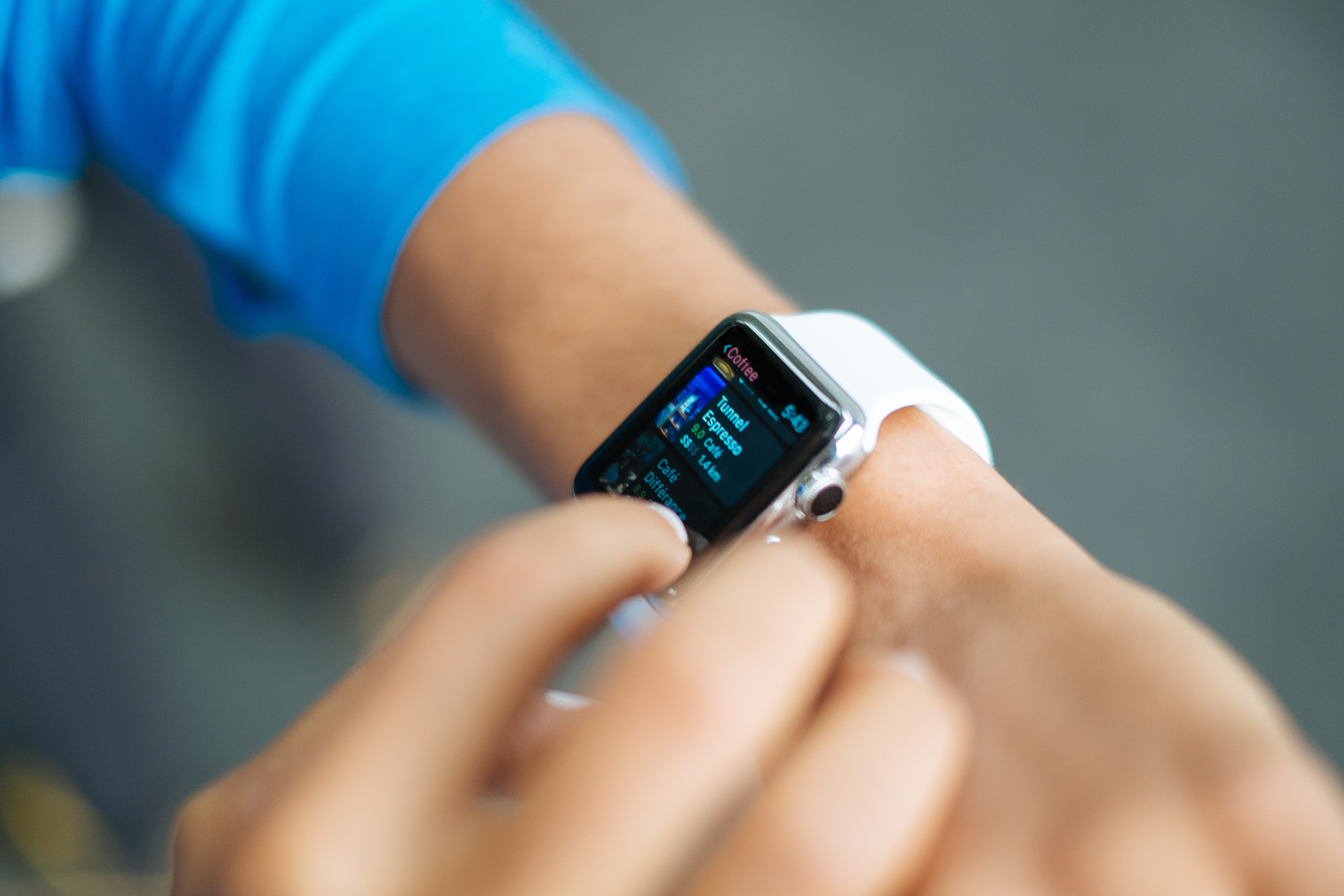

포스 터치(Force Touch)는 애플이 개발한 햅틱 기술이다. 터치패드와 터치스크린이 표면에 적재되는 다양한 단계의 힘을 구별할 수 있게 해준다. 압력 센서를 사용하여 다른 방식의 입력을 애플의 기기들에 추가해준다. 이 기술은 2014년 9월 9일 애플 워치 소개 중에 처음 공개되었다. 애플 워치를 기점으로 포스 터치는 맥북과 매직 트랙패드 2 등 애플 라인업의 수많은 제품들에 도입되었다. 이 기술은 아이폰 모델에서 3D 터치(3D Touch)로 알려져 있다.
햅틱 터치(Haptic Touch)는 아이폰 XR(아이폰 XS는 아님) 이후 아이폰 모델에서 3D 터치를 대체하는 기능이다.

## 같이 보기
- 햅틱 기술